# 華基泰
華基泰有限公司（除牌當時為0155.HK）-- 曾在1988年9月5日於香港交易所主版上市公司，1970年由泰國商人黃子明家族創立，前身為白花貿易公司。當時代理彪馬運動服裝、天天火鍋及銷售酒類等，但由於受亞太金融風暴影響，已出售給王景慈，2000年由光通數網取代上市（2002年改名為御泰國際），直至2006年，由華基光電取代上市至今（於2011年改名為中國源暢）。

## 外部連結
- 華基光電資料
- 黄子明 审时度势求发展